# Gunther Scholz
Gunther Scholz (* 9. Oktober 1944 in Görlitz) ist ein deutscher Regisseur und Drehbuchautor.

## Leben
Scholz begann nach dem Abitur und einer Schriftsetzerlehre zunächst ein Studium der Theaterwissenschaften, ehe er zur NVA eingezogen wurde. Danach besuchte er die Filmhochschule Babelsberg und legte 1971 sein Regie-Diplom ab.
Seitdem war Gunther Scholz freischaffender Regisseur in Film, Fernsehen und an diversen Theatern in der DDR. 1973 wurde er Regieassistent bei der DEFA, von 1978 bis 1991 war Scholz Regisseur im DEFA-Studio für Spielfilme. Seit dem Zerfall der DDR ist er als freischaffender Autor und Regisseur in Fernsehspielen und Serien, größtenteils aber in der Sparte Dokumentarfilm tätig. Er lebt in Berlin.

## Regie (Auswahl)
- 1978: Ein April hat 30 Tage (Buch und Regie)
- 1979: Nicki
- 1981: An einem Februarvormittag
- 1983: Verzeihung, sehen Sie Fußball? (Buch und Regie)
- 1984: Der dicke Lipinski (Buch und Regie)
- 1985: Zu Fuß in die Wolken (Kurz-Dokumentarfilm, Buch und Regie)
- 1985: Ab heute erwachsen (Buch und Regie)
- 1986: Hermann Henselmann, Architekt, Jahrgang 1905 (Buch und Regie)
- 1987: Vernehmung der Zeugen (Buch und Regie)
- 1990: Hinter Gittern (TV)
- 1991: Das Licht der Liebe (Buch und Regie)
- 1993: Countdown – Unfall auf der A9 (TV)
- 1993: Die Zickzackbrücke
- 1994: Imken, Anna und Maria oder Besuch aus der Zone (TV-Serie)
- 1995: Das war die DDR – Vom Plan zur Pleite (TV)
- 1995: Rosemarie Nitribitt – Tod einer Edelhure (TV)
- 1996: Geisel für 17 Stunden (TV)
- 1996: Todesfahrt mit Folgen (TV)
- 1997: Blutroter Schnee – Die Jagd auf Odd Lindberg
- 1997: Einschub in den Bericht des Politbüros
- 1999: Als die Mauer fiel. 50 Stunden, die die Welt veränderten
- 1999: Ich war Pippi Langstrumpf (TV)
- 2000: 37 Grad – Es geschah beim Schützenfest (TV, Buch und Regie)
- 2000: Die großen Kriminalfälle – Der Kreuzworträtsel-Mord (TV)
- 2001: Kein Alibi für Harry W. (TV)
- 2001: Das Westpaket
- 2002: Die Menschen von Weesenstein (TV
- 2002: Der Eiswanderer – Arved Fuchs (TV)
- 2003: Alles verspielt – Die Geschichte einer Sucht TV)
- 2005: Wettlauf mit dem Eis
- 2006: Der Fall – Folge: Harrys letzte Chance (TV-Serie)
- 2006: Wenn plötzlich alles anders ist (Buch und Regie)
- 2007: Geld her! – Folge: Der Coup von Zehlendorf (TV-Serie, Buch und Regie)
- 2008: Sag mir, wo die Schönen sind
- 2008: For Eyes Only – Ein Film und seine Geschichte
- 2009: Meine DDR (TV, Buch und Regie)
- 2010: Leben unter Verdacht – Der Fall Harry Wörz (TV)
- 2010: Heute war damals Zukunft
- 2012: Mit dem Bus durch den Osten – Die Dritte Generation Ost auf Tour
- 2013: Faschingskinder[1][2][3]
- 2016: Zwei Urteile und viele Zweifel

## Auszeichnungen
- 2000 Bayerischer Fernsehpreis für Als die Mauer fiel
- 2000 Deutscher Fernsehpreis für 37 Grad – Es geschah beim Schützenfest